# Timasitheos von Kroton
Timasitheos von Kroton war ein antiker griechischer Athlet (Ringer) aus  Kroton in Kalabrien im späten 6. Jahrhundert v. Chr. Kroton war im 6. und frühen 5. Jahrhundert als Heimat zahlreicher bedeutender Leistungssportler bekannt. Der berühmteste von ihnen war der Ringer Milon; er war sechsfacher Olympiasieger im Zeitraum 540–516. Im Jahre 512 trat der noch junge Timasitheos bei den 67. Olympischen Spielen gegen den schon über vierzigjährigen Milon an. Er wich dem erfahrenen Kämpfer geschickt aus und konnte so eine Niederlage vermeiden. Die Angaben über den Verlauf des Kampfes sind nicht eindeutig; er scheint unentschieden geendet zu haben, was für Timasitheos ein großer Erfolg war.